# Эффект Элвиса
Эффект Элвиса (таксон Элвиса) — термин, используемый в палеонтологии для обозначения группы, которая была ошибочно определена как потомок другой, уже вымершей группы, не имея с ей при этом настоящей филогенетической связи. Путаница происходит из-за конвергентного развития у представителей различных групп схожей морфологии. Это означает, что исходный таксон вымер и что определённая группа, включающая ложных потомков, является полифилетической. Название отсылает к Элвису Пресли, у которого, несмотря на смерть, ещё есть подражатели.

## Связанные понятия
Эффект Лазаря — обнаружение в геологической летописи или в современности представителей исчезнувшего (ненаблюдаемого) таксона, который считался вымершим к этому времени. 
Эффект зомби — нахождение ископаемых остатков организмов в отложениях тех времён, когда этих организмов не существовало. Происходит из-за переотложения фоссилий.

## Этимология
Термин «таксон Элвиса» был введён Д. Х. Эрвином и М. Л. Дрозером в статье 1993 года для того, чтобы отличать таксоны-потомки от таксонов-непотомков:

Вместо продолжения библейской традиции, которой придерживался Яблонски [для таксона Лазаря], мы предпочитаем более актуальный подход и предлагаем, чтобы такие таксоны были известны как таксоны Элвиса, ссылаясь на многих подражателей Элвиса, появившихся после смерти Короля.
Оригинальный текст (англ.)Rather than continue the biblical tradition favored by Jablonski [for Lazarus taxa], we prefer a more topical approach and suggest that such taxa should be known as Elvis taxa, in recognition of the many Elvis impersonators who have appeared since the death of The King.

## Пример
Rhaetina gregaria, один из наиболее распространённых видов брахиопод позднего триаса, считался пережившим триасово-юрское вымирание и просуществовавшим до ранней юры. 
Изначально считалось, что внешняя морфология образцов, найденных до и после триасово-юрского вымирания, идентична, но изучение внутренних особенностей материала, относящегося к раннему юрскому периоду, показало, что он на самом деле сильно отличается от образцов триасового периода и должен быть отнесён к роду Lobothyris как вид L. subgregaria. 
Таким образом, R. gregaria не пережил вымирание и полностью исчез из палеонтологической летописи, а ошибочная интерпретация юрских находок L. subgregaria является проявлением эффекта Элвиса.